# Nikoleta Perović
Nikoleta Perović (* 1. November 1994 in Bar) ist eine montenegrinische Volleyballspielerin.

## Karriere
Perović begann ihre Karriere 2007 in ihrer Heimatstadt bei Luka Bar. 2009 debütierte die Diagonalangreiferin in der montenegrinischen Nationalmannschaft. 2014 wechselte sie zum tschechischen Verein Stod Volley. In der Saison 2015/16 spielte sie in Rumänien bei CSU Târgu Mureș. Anschließend war sie beim Ligakonkurrenten Știința Bacău aktiv. 2017 wechselte Perović zum deutschen Vizemeister und Pokalsieger Allianz MTV Stuttgart. Seit 2018 spielt sie in Ungarn bei Békéscsabai RSE.